# Calzone
El calzone es una especialidad de la cocina italiana elaborada de forma similar a la pizza pero completamente cerrada por una masa; puede estar relleno de queso, carne, vegetales u otros condimentos, y se cocina al horno.
A menudo consumida en Italia como comida callejera, esta elaboración está presente principalmente en la gastronomía de Campania, Basilicata y Apulia. Mientras que en la primera región el calzone se cocina únicamente al horno y se suele rellenar con tomate y mozzarella o ricotta, en la segunda se suele hacer tanto al horno como frito.
Debido a la inmigración italiana en Argentina, Uruguay y Estados Unidos durante los siglos XIX y XX, este plato es tradicional en esos países americanos.